# Clara Monti Danielsson
Clara Monti Danielsson (født 30. januar 1992 i Lund) er en svensk håndboldspiller, der spiller for Chambray Touraine Handball. Hun kom til klubben i 2021. Hun har tidligere optrådt for Lugi HF, Randers HK, Team Esbjerg og BVB Dortmund. 